# Peter Slapke
Peter Slapke (* 16. Juli 1949 in Weißwasser) ist ein ehemaliger deutscher Eishockeyspieler, -schiedsrichter und -trainer. Er ist seit 1999 Mitglied der Hall of Fame des deutschen Eishockeymuseums.

## Karriere
Er spielte von 1968 bis 1980 für die SG Dynamo Weißwasser, mit der er mehrfach DDR-Meister wurde. 
International spielte er von der Weltmeisterschaft 1969 bis zur Weltmeisterschaft 1979 für die DDR-Nationalmannschaft.
Als Hauptschiedsrichter leitete er von 1990 bis 2001 Spiele in der Bundesliga und in der DEL.
Von 2002 bis 2003 übernahm er das Traineramt beim HC München 98. Während der Saison 2014/15 war er Teil des Trainerstabs bei den Tölzer Löwen.

## Erfolge und Auszeichnungen
- 7-facher DDR-Meister mit der SG Dynamo Weißwasser (1969–1975)